# Кіц (серіал)
«Кіц» — німецький телесеріал у жанрі драми. У головних ролях знімалися Софі Айфертінгер та Валері Хубер. Режисери Моріс Хюбнер і Леа Беккер, продюсер Вітус Рейнбольд і головний автор Ніколаус Шульц-Дорнбург. Перший сезон серіалу складається з шести серій і вийшов у ефір 30 квітня. Вийшов на платформі Netflix у грудні 2021 року. 

## Опис
Офіціантка Ліса з містечка Кіцбюель звинувачує в смерті брата Instagram-модель Ванессу „Нессу“. Вона вигадує план помсти. Для цього Ліса проникає в гламурний світ багатих підлітків із Мюнхена.

## У ролях

### Головні ролі
| Персонаж                | Актор            | Епізоди |
| ----------------------- | ---------------- | ------- |
| Ліза Мадлмайер          | Софі Айфертінгер | 1-6     |
| Домінік Рейд            | Блесс Амада      | 1-6     |
| Ванесса фон Хегенфельдт | Валері Хубер     | 1-5     |
| Кош декоративний птах   | Зоран Пінгел     | 1-6     |
| Ганс Гаснер             | Бен Феліпе       | 1-6     |

### Актори другого плану
| Персонаж                  | Актор             | Епізоди  |
| ------------------------- | ----------------- | -------- |
| Джозеф Мадлмайер          | Фелікс Майр       | 1-       |
| Антонія                   | Сухайла Амаде     | 1-2, 4-6 |
| бази                      | Олександр Гайда   | 1-2, 5-6 |
| піппа                     | Криста Чернєва    | 1-2, 6   |
| Міці Мадлмайер            | Тетяна Олександра | 2-6      |
| Джордж Мадлмайер          | Йоганнес Цайлер   | 2-6      |
| Регіна Форселл            | Флоренс Касумба   | 2-6      |
| Конні Брейденбахер        | Андреас Пічманн   | 2-4, 6   |
| Фердинанд фон Гогенфельдт | Стеффен Вінк      | 2-3, 6   |
| Клер фон Гогенфельдт      | Надія Бренніке    | 2-3, 6   |
| Хельма Гасснер            | Сімона Фьют       | 3-6      |
| Арнольд Гасснер           | Вольф Бахофнер    | 3-6      |
| Кінгслі Рід               | Тайрон Рікеттс    | 3-5      |
| Патриція фон Хьогенфельдт | Марлен Буров      | 6        |

## Виробництво
Знімання відбувалося з 1 листопада 2020 року по березень 2021 року в Кітцбюелі та Берхтесгадені.  Місця знімання включали готель Kempinski Берхтесгаден, готель Klosterhof в Баєріш-Гмайні і кладовище в Шенауам-ам-Кенігзее. Більшість знімків на свіжому повітрі було зроблено в Кітцбюелі.
Продюсером серіалу виступила німецька компанія Odeon Fiction. Продюсером - Вітус Рейнболд. Постановка була підтримана FilmFernsehFonds Bayern, Німецьким фондом кіно, кінокомісією Cine Tirol та Medien - und Filmgesellschaft Baden-Württemberg .  
Оператор - Карл Кюртен.сценографія - Патрік Стів Мюллер , дизайн костюмів - Рамона Клініковскі, Деніел Зайлер за звук і Стефані Польманн за підбір акторів. Моріс Хюбнер став режисером перших трьох епізодів, а Ліа Беккер — з четвертого по шосту. Головним автором був Ніколаус Шульц-Дорнбург.
У Кітцбюелі знімання відбувалося під час масового карантину під час пандемії COVID-19. Підготовлена лижна інструкторка Валері Хубер дозволила зняти лижну сцену самостійно, решта акторського складу була зі страхових причин для виїздів на схили Гедубельт.

## Список епізодів
| № | Назва українською    | Оригінальна назва | Режисер                  | Опис |
| - | -------------------- | ----------------- | ------------------------ | ---- |
| 1 | Відлік               | Countdown         | Морис Хюбнер             |      |
| 2 | Мишоловка            | Mausefalle        | Морис Хюбнер             |      |
| 3 | Відхилення від курсу | Aus der Spur      | Морис Хюбнер             |      |
| 4 | Відлига              | Tauwetter         | Морис Хюбнер, Ліа Беккер |      |
| 5 | Лавина               | Lawinen           | Морис Хюбнер, Ліа Беккер |      |
| 6 | Попіл                | Asche             | Морис Хюбнер, Ліа Беккер |      |

### Критика
Катрін Нуссмайр написала в австрійській щоденній газеті Die Presse, що творців серіалу, схоже, не цікавить справжній місцевий колорит. Конфлікти між жителями маленького гірського містечка та багатими гостями, наповнені дерев’яною драмою, викладені з максимальною густотою кліше і свавілля. Усі фігури, чи то тірольський середній клас, чи High Society Мюнхена, говорили б західнонімецькою з гротескними англійськими вкрапленнями. Крім того, серіал постійно прославляє декадентський спосіб життя « Rich Kids » ( нім. „reiche Kinder“ ).
Крістофер Дікхаус присудив дві з п'яти зірок на Wunschliste.de і розкритикував той факт, що на серіал було дуже багато підписок. Це набуває смішно карикатурний відтінок, особливо через перевагу нібито крутих англіцизмів. Навіть цільовій молодій аудиторії це може здатися надмірним.
Олівер Армкнехт отримав чотири з десяти балів на film-rezions.de. Серіал є досить поганою спробою зробити треш виглядати шикарно. Історія не хороша, герої нудні, діалоги жорстокі. Між тим, перебільшена молодіжна драма може бути веселою.
Торстен Заргес, з іншого боку, виявив на dwdl.de, що серіал зробив чудову роботу з точки зору різноманітності та соціальних конфліктів, попри свої слабкі сторони. Це робить його сучасним потоковим наративом для міжнародної молодіжної аудиторії. Прикро, що залишилося багато місцевого колориту. З точки зору оповідання, вона більше схожа на Еліту або Пліткарку, ніж на Білий Лотос .
Еліза фон Хоф позитивно прокоментувала на spiegel.de, що серіал розповідали у швидкому темпі та мав оптимальний акторський склад. Опис припускає, що Кітца не розповідають у складній, непередбачуваній або самоіронічній формі. Це було б добре для серіалу. Натомість, зокрема, перші епізоди були переповнені стереотипами та стереотипним уявленням добра і зла. Забавно, однак, наскільки розкішно оформлений серіал і як швидко розповідається про серіал.
Паралельно з іспанської серії Netflix Élite бачив як Марк Trutt на filmstarts.de і Маріо Mirschberger на esquire.com. Обидва розповідають про групу супербагатих підлітків, чиї гроші, вечірки, брехня та інтриги швидко стають кращою. Сюжет, що в коло приймають небагату людину, сильно нагадує іспанський серіал в елітній школі-інтернаті Лас-Енсінас . Навіть порядок, у якому розповідається історія, той самий.
Philipp Ембергер говорить про fm4.orf.at : «У концепції, Showrunner ймовірно спрямована на напруженість між багатими і красивими і місцевого населення. Цікава ідея, яка, на жаль, похована під дешевим гламуром. Він також пише, що створюється враження, ніби творці серіалу більше стурбовані гламуром, блиском і глянцевими вечірками.
Жителька Кітцбюлера Мона Марко, яка живе в Мюнхені, розкритикувала серіал у Tiroler Tageszeitung як невибагливе проведення часу, позбавлене уяви і повне кліше. Місцевих жителів, зокрема, висміюють і зображують буркотливими, вічно розчарованими та залишеними, які захищають свою територію від загарбників, бунтівних, зарозумілих туристів та власників вторинних будинків. Навіть якщо до кінця кількість моментів стороннього сорому зменшиться, повного примирення з серіалом все одно немає, і численні ідилічні пейзажні кадри вже не компенсують це. 

### Аудиторія показу
Протягом тижня з 3 по 9 січня 2022 року австрійське виробництво було найпопулярнішим серіалом на Netflix, випередивши британський мінісеріал "Were Once Lies" та 2 сезон «Відьмака».

## Зовнішні посилання
- Кіц на сайті Netflix
- Кітц [Архівовано 12 листопада 2021 у Wayback Machine.] на сайті Odeon Fiction
- Кітц [Архівовано 1 січня 2022 у Wayback Machine.] на сайті розкішного готелю Klosterhof Bayerisch Gmain як офіційне місце зйомки
- Саундтрек: усі пісні з серіалу Netflix "KITZ" [Архівовано 21 січня 2022 у Wayback Machine.] на songtexte.com